# 강준형 (음악가)
강준형은 서태지 밴드 소속의 베이시스트이다. 2006년 Story of the A'ccel로 활동을 시작했으며, 지금은 서태지 밴드와 디아블로의 베이시스트로 활동하고 있다.